# Adolfo Armando Uriona
Adolfo Armando Uriona F.D.P. (27 de mayo de 1955) es un prelado de la Iglesia católica.  Fue obispo de  Añatuya. Actualmente es obispo de la Diócesis de la Concepción de Río Cuarto.

## Vida
Nacido en Mar del Plata. 
Se convirtió en miembro de los Hijos de la Divina Providencia el 8 de marzo de 1979. 
Fue ordenado sacerdote el 28 de junio de 1980.
El 4 de marzo de 2004, fue nombrado obispo de Añatuya.  Uriona recibió su consagración episcopal el 8 de mayo siguiente de parte de Jorge Mario Bergoglio, arzobispo de Buenos Aires, el papa Francisco, con el obispo de Lomas de Zamora, Agustín Roberto Radrizzani, y el obispo de Santa María del Patrocinio en Buenos Aires, Miguel Mykycej,  sirviendo como co-consensores.